# Talsperre Riaño
Die Talsperre Riaño bzw. Talsperre La Remolina (spanisch Presa de Riaño bzw. Presa de La Remolina) ist eine Talsperre mit Wasserkraftwerk in der Gemeinde Crémenes, Provinz León, Spanien. Sie staut den Esla zu einem Stausee auf. Die Talsperre dient der Bewässerung und der Stromerzeugung. Mit ihrem Bau wurde 1965 begonnen; sie wurde 1987 (bzw. 1988) fertiggestellt. Die Talsperre ist in Staatsbesitz.

## Absperrbauwerk
Das Absperrbauwerk ist eine doppelt gekrümmte Bogenstaumauer aus Beton mit einer Höhe von 100,5 (bzw. 100,6 oder 101) m über der Gründungssohle; die Höhe über dem Flussbett beträgt 90,9 m. Die Mauerkrone liegt auf einer Höhe von 1103 m über dem Meeresspiegel. Die Länge der Mauerkrone beträgt 337 m. Das Volumen beträgt 245.000 (bzw. 270.000) m³.
Die Staumauer verfügt sowohl über einen Grundablass als auch über eine Hochwasserentlastung. Über den Grundablass können maximal 43,44 (bzw. 50 oder 242) m³/s abgeleitet werden, über die Hochwasserentlastung maximal 1002 (bzw. 1142) m³/s. Das Bemessungshochwasser liegt bei 1250 (bzw. 2069) m³/s.

## Stausee
Beim normalen Stauziel von 1100 m erstreckt sich der Stausee über eine Fläche von rund 21,65 (bzw. 21,86 22,3 oder 23) km² und fasst 641 (bzw. 650 651 oder 664) Mio. m³ Wasser; davon können 654 Mio. m³ genutzt werden.

## Kraftwerk
Repsol übernahm das Kraftwerk 2018 von Viesgo im Rahmen eines Kaufs mehrerer Kraftwerke. Die installierte Leistung des Kraftwerks beträgt 74 (bzw. 85) MW. Der Durchfluss liegt bei 114 m³/s. Das Maschinenhaus liegt etwas unterhalb der Talsperre.